# Mikroregion Dolní Střela
Mikroregion Dolní Střela je svazek obcí v okresu Plzeň-sever v oblasti okolo dolního toku řeky Střely po soutok s Berounkou. Jeho sídlem jsou Plasy a jeho účelem je propagace celého regionu a zlepšení nabídky turistických služeb. Sdružuje celkem 23 obcí a byl založen v roce 1999. Do srpna 2020 se tento svazek obcí jmenoval Mikroregion sdružení venkovských obcí Dolní Střela.
Na území mikroregionu se nachází řada památek venkovské lidové architektury, oceňované je i hluboké údolí Střely. Oblast je protkána značenými turistickými trasami a nově též cyklotrasami.

## Obce sdružené v mikroregionu
- Česká Bříza
- Dobříč
- Dolní Bělá
- Dolní Hradiště
- Dražeň
- Horní Bělá
- Hromnice
- Hvozd
- Jarov
- Kaceřov
- Kočín
- Kopidlo
- Koryta
- Kozojedy
- Líté
- Manětín
- Mrtník
- Nekmíř
- Obora
- Pláně
- Plasy
- Rybnice
- Štichovice

Fotografie pořízené v mikroregionu Dolní Střela.

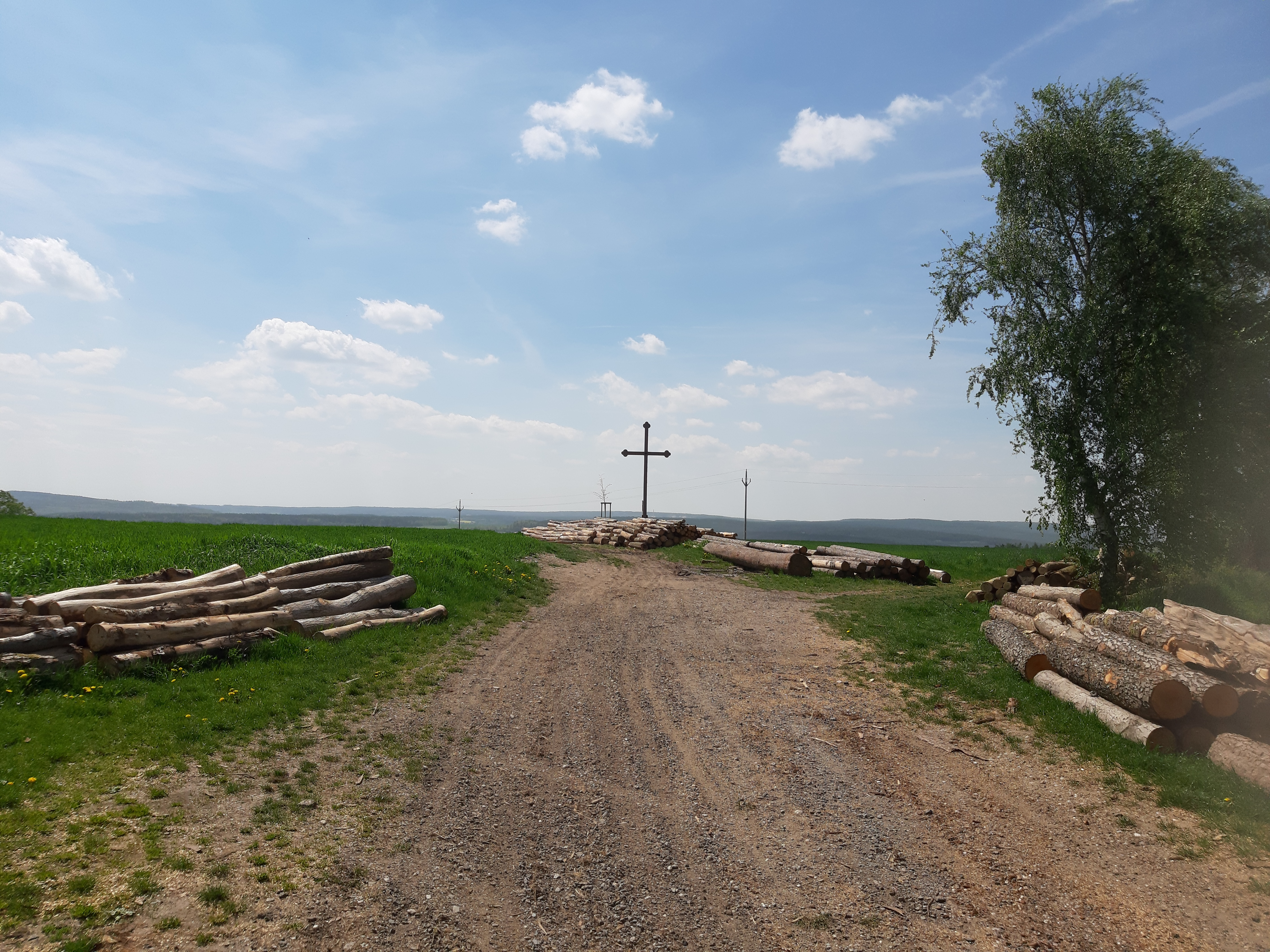
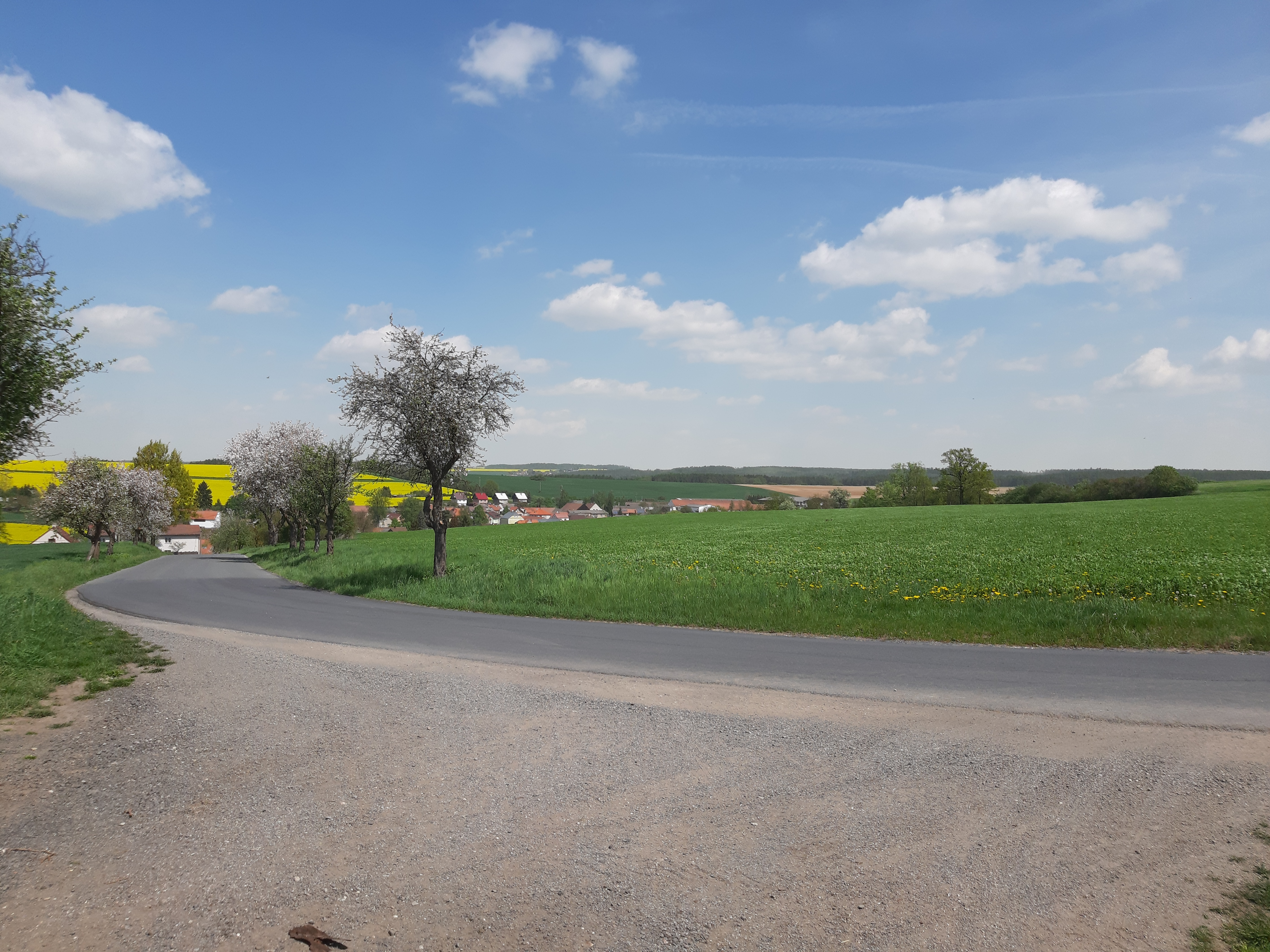
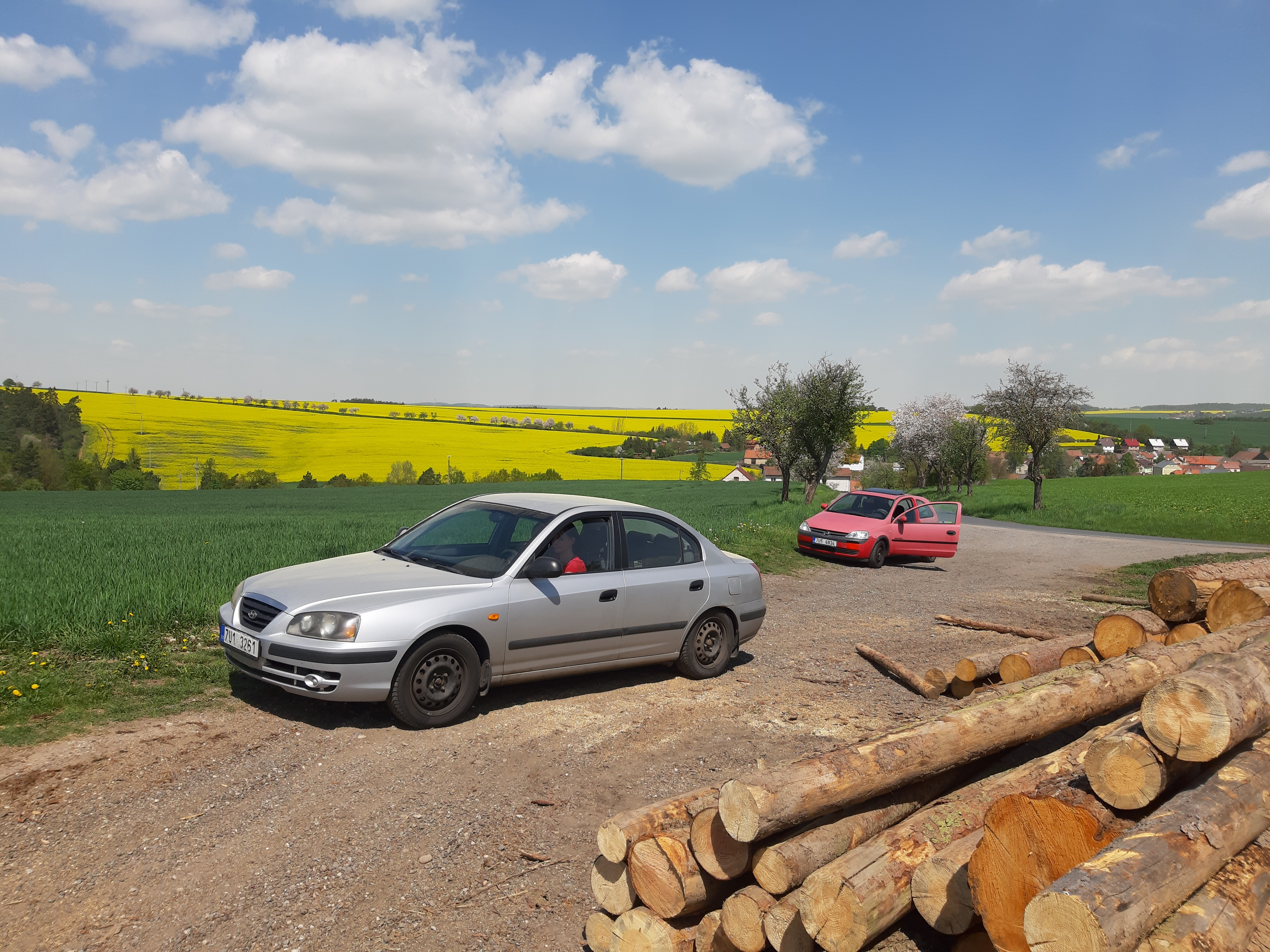
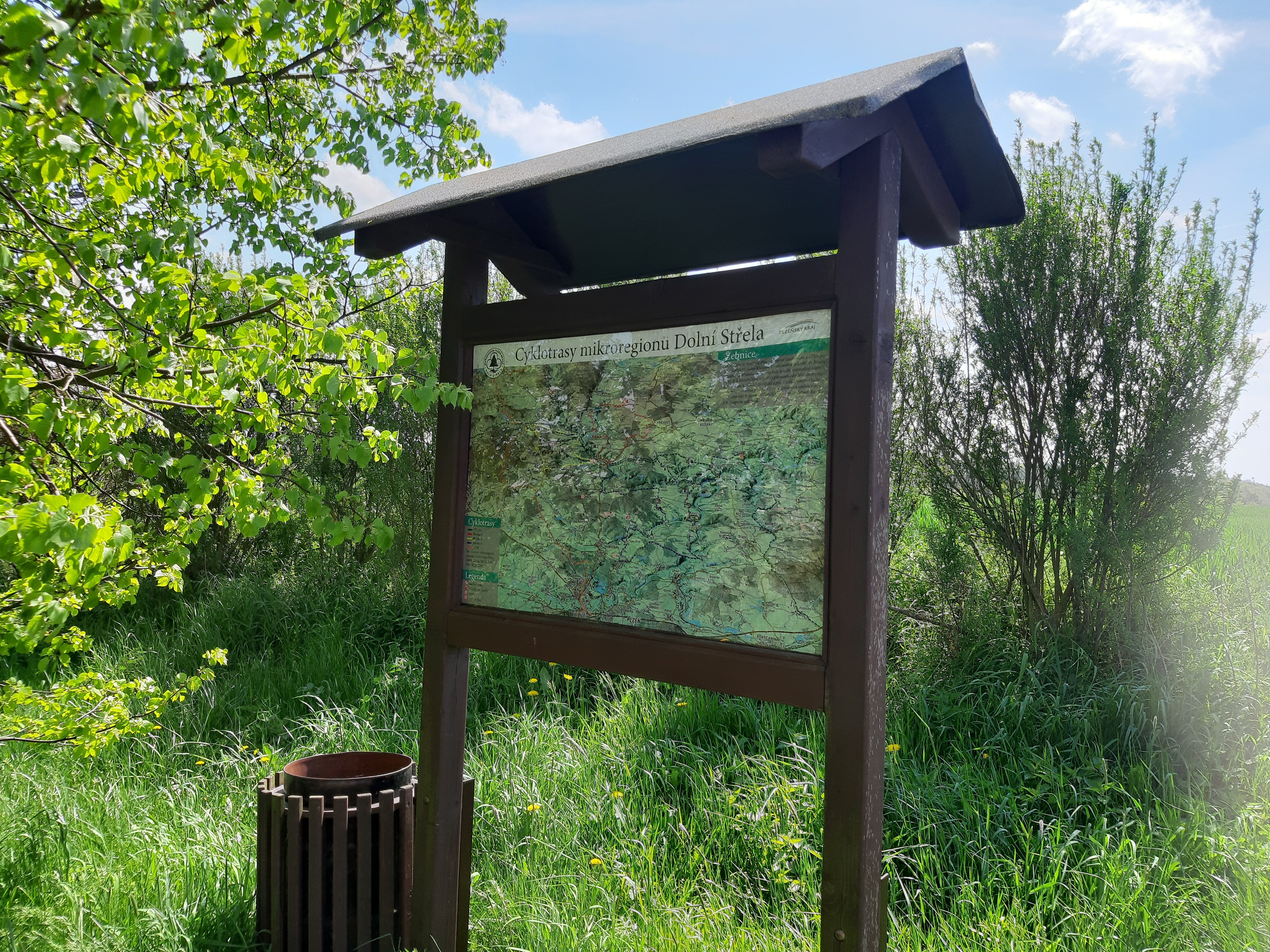